# Hospicjum perinatalne
Hospicjum perinatalne (od gr. peri „wokół” i łac. nascor „rodzić”, natalis „urodzony”) – rodzaj hospicjum, będący miejscem medycznego, psychologicznego i duchowego wsparcia dla rodziców, spodziewających się dzieci ze zdiagnozowanymi prenatalnie określonymi wadami lub zespołami wad wrodzonych, które według obowiązującej wiedzy medycznej prowadzą do śmierci podczas porodu lub w niedługim czasie po nim.

## Idea hospicjów perinatalnych
Hospicja perinatalne stanowić mogą alternatywę dla aborcji ze wskazań embriopatologicznych. Hospicjum perinatalne może też oznaczać odmiejscowioną formę opieki psychologicznej i lekarskiej nad rodziną oczekującą dziecka, u którego zdiagnozowano ciężką chorobę bądź upośledzenie, a nawet koncepcję objęcia holistyczną opieką rodzin, które otrzymują informację, że ich jeszcze nienarodzone dziecko żyć będzie krócej od nich samych. Ideę rozwinął jako pierwszy Whitfield ze współpracownikami w roku 1982, określając ją skrótowcem PPC (perinatal palliative care – „okołoporodowa opieka paliatywna”). Według stanu na rok 2019 sieć hospicjów perinatalnych jest dobrze rozbudowana w Stanach Zjednoczonych i Kanadzie, w Europie natomiast ich koncepcja pozostaje stosunkowo mało znana.
Zaobserwowano, że ciężarne kobiety (jak również ich partnerzy) pod wpływem wykrycia u płodu choroby niekompatybilnej z przeżyciem doznają przeważnie ciężkiego szoku emocjonalnego powiązanego z uczuciami rozpaczy i bezradności, który uniemożliwia im adekwatne wyrażenie swoich obaw. Z tego powodu za dobrą praktykę w procesie doradztwa medycznego uznaje się szczegółowe powiadomienie ciężarnej zarówno o możliwości przerwania ciąży, jak i jej kontynuowania ze wsparciem hospicjum perinatalnego, o ile obydwa warianty są dostępne prawnie i faktycznie. Badanie przeprowadzone w szpitalach okolic Łodzi wykazało, że z takim podejściem zgadza się ponad 75% lekarzy oraz 65% pielęgniarek. Wówczas na donoszenie ciąży decyduje się, w zależności od konkretnych uwarunkowań, około 40–85% kobiet, a ponad 90% z nich nie żałuje później tej decyzji. Niektórzy publicyści zwracają jednak uwagę na to, że kiedy ciężarnej nie pozostawia się możliwości wyboru, automatycznie kierując ją do hospicjum perinatalnego, może ono być postrzegane wbrew swoim założeniom jako miejsce opresyjne.

## Zasady funkcjonowania
Co do zasady, hospicjum perinatalne pełni rolę miejsca wsparcia poprzez okazanie zrozumienia, psychologiczne przygotowanie do narodzin chorego dziecka, naukę opieki nad nim, jak również pomaga w przeżywaniu żałoby po nieuchronnej utracie. Działalność hospicjów perinatalnych opiera się najczęściej na zespołach rodzinnych tworzonych przez lekarzy specjalistów: pediatrów, neonatologów, ginekologów, położników, pielęgniarki, psychologów, rehabilitantów i personel pomocniczy. Specjaliści ci, uwzględniając indywidualność poszczególnych przypadków, nauczają odpowiednich zachowań, zabiegów stosownych do schorzeń, jak również akceptacji zaistniałej sytuacji. W chwili utraty dziecka udzielają psychologicznego wsparcia w procesie przeżywania żałoby. Za zgodą zainteresowanych dochodzić może do powstawania grup wsparcia i kontaktów pomiędzy rodzinami o podobnych problemach. Zależnie od lokalnej specyfiki może być udzielane wsparcie w zakresie duchowym i religijnym, często w postaci pomocy w ochrzczeniu dziecka.
Hospicja perinatalne udzielają pomocy matkom, u których wykryto wadę letalną płodu, a także ich rodzinom. Jako przykładowe wady tego rodzaju często bywają wymieniane niektóre trisomie autosomalne (zespół Pataua, zespół Edwardsa). Pacjenci spotykają się w hospicjum, gdzie przygotowywani są do porodu, odbywają go, a potem pozostają na oddziale neonatologicznym. W przypadkach, gdy dziecko może udać się do domu, pracownicy hospicjum pomagają przygotować mieszkanie na przyjęcie dziecka i zaopatrują je w niezbędny sprzęt. Skierowania do hospicjum perinatalnego wystawiają w Polsce lekarze prowadzący ciążę lub inni lekarze, np. genetycy. 

## Formy pomocy
W Polsce korzystanie z pomocy hospicjum perinatalnego, warunkowane jest skierowaniem na jednego z rodziców dziecka wydanym przez lekarza mającego podpisany kontrakt z Narodowym Funduszem Zdrowia. W skierowaniu tym określone musi zostać rozpoznanie (wada płodu). Opieka hospicjum perinatalnego jest bezpłatna, są one utrzymywane głównie z darowizn. W ramach hospicjów można uzyskać następujące formy pomocy: wyjaśnienie specyfiki choroby dziecka i rokowania oraz możliwych scenariuszy postępowania; zapewnienie profesjonalnej pomocy psychologicznej; omówienie zasad opieki hospicyjnej; przygotowanie pomieszczeń mieszkalnych i wyposażenia w sprzęt niezbędny do opieki nad chorym noworodkiem; zapewnienie pomocy socjalnej i duchowej oraz umożliwienie kontaktu z innymi rodzicami dziecka dotkniętego wadą letalną. Rodzinom, u których rozpoznano lub postawiono podejrzenie wady letalnej płodu, proponuje się różnego rodzaju konsultacje ekspertów: lekarzy pediatrów, psychologów, genetyków oraz ginekologów położników.

## Lista hospicjów perinatalnych w Polsce
Poniżej przykładowa lista hospicjów perinatalnych w Polsce wraz ze wskazaniem miast, w których się znajdują
- Białystok – Fundacja „Pomóż Im” na rzecz Dzieci z Chorobami Nowotworowymi i Hospicjum dla Dzieci
- Bydgoszcz – Centrum Opieki Perinatalnej św. Łazarza w Bydgoszczy (jedyne polskie hospicjum perinatalne, które nie działa przy innym hospicjum, a jest osobną jednostką)
- Gdańsk – Hospicjum im. ks. Eugeniusza Dutkiewicza SAC GDAŃSK
- Gdańsk – Hospicjum Perinatalne Tulipani prowadzone przez Fundację Hospicjum Pomorze Dzieciom
- Katowice – Stowarzyszenie „Śląskie Hospicjum Perinatalne”
- Kraków – Alma Spei Hospicjum dla Dzieci Kraków
- Kraków – Krakowskie Hospicjum dla Dzieci im. ks. Józefa Tischnera
- Kraków – Małopolskie Hospicjum dla Dzieci w Krakowie
- Lublin – Lubelskie Hospicjum dla Dzieci im. Małego Księcia
- Łódź – Fundacja Gajusz
- Opole – Fundacja Domowe Hospicjum dla Dzieci w Opolu
- Poznań – Wielkopolskie Hospicjum Perinatalne RAZEM
- Rzeszów – Podkarpackie Hospicjum dla Dzieci
- Tychy – Fundacja Śląskie Hospicjum dla Dzieci „Świetlikowo”
- Warszawa – Warszawskie Hospicjum dla Dzieci
- Wrocław – Stowarzyszenie Medyczne Hospicjum dla Dzieci Dolnego Śląska „Formuła Dobra”
- Zielona Góra - Fundacja Centrum Rodziny